# Retrat d'una dama (Hispanic Society)
El Retrat d'una Dama (Hispanic Society), és una miniatura atribuïda a El Greco.Té el número X-205 en el catàleg raonat de les obres d'aquest artista, realitzat per l'especialista Harold Wethey, igual que el seu pendant, que és el Retrat d'un cavaller.

## Anàlisi de l'obra
Oli sobre cartró; Miniatura de 79 x 57 mm.; Hispanic Society of America; Nova York.
Aquesta obra és el pendant del Retrat d'un cavaller. L'autenticitat de les dues obres és negada per H.E. Wethey, però és acceptada per August L. Mayer i per J. Camón Aznar.